# 天主教伊斯卡伊教區
天主教伊斯卡伊教區（西班牙語：Diócesis de Izcalli）是墨西哥一個羅馬天主教教區，屬特拉爾內潘特拉總教區。
教區成立於2014年6月9日，包括墨西哥州中部三市，教座位於庫奧蒂特蘭伊斯卡伊。2014年有教友821,351人（佔轄區總人口84.9%）、三十三個堂區、六十四名司鐸。現任教區主教為方濟各·岡薩雷斯-拉莫斯。